# Trautmannsdorf an der Leitha
Trautmannsdorf an der Leitha è un comune austriaco di 2 863 abitanti nel distretto di Bruck an der Leitha, in Bassa Austria; ha lo status di comune mercato (Marktgemeinde).

## Monumenti e luoghi d'interesse
- Castello di Trautmannsdorf